# Distrito de La Victoria

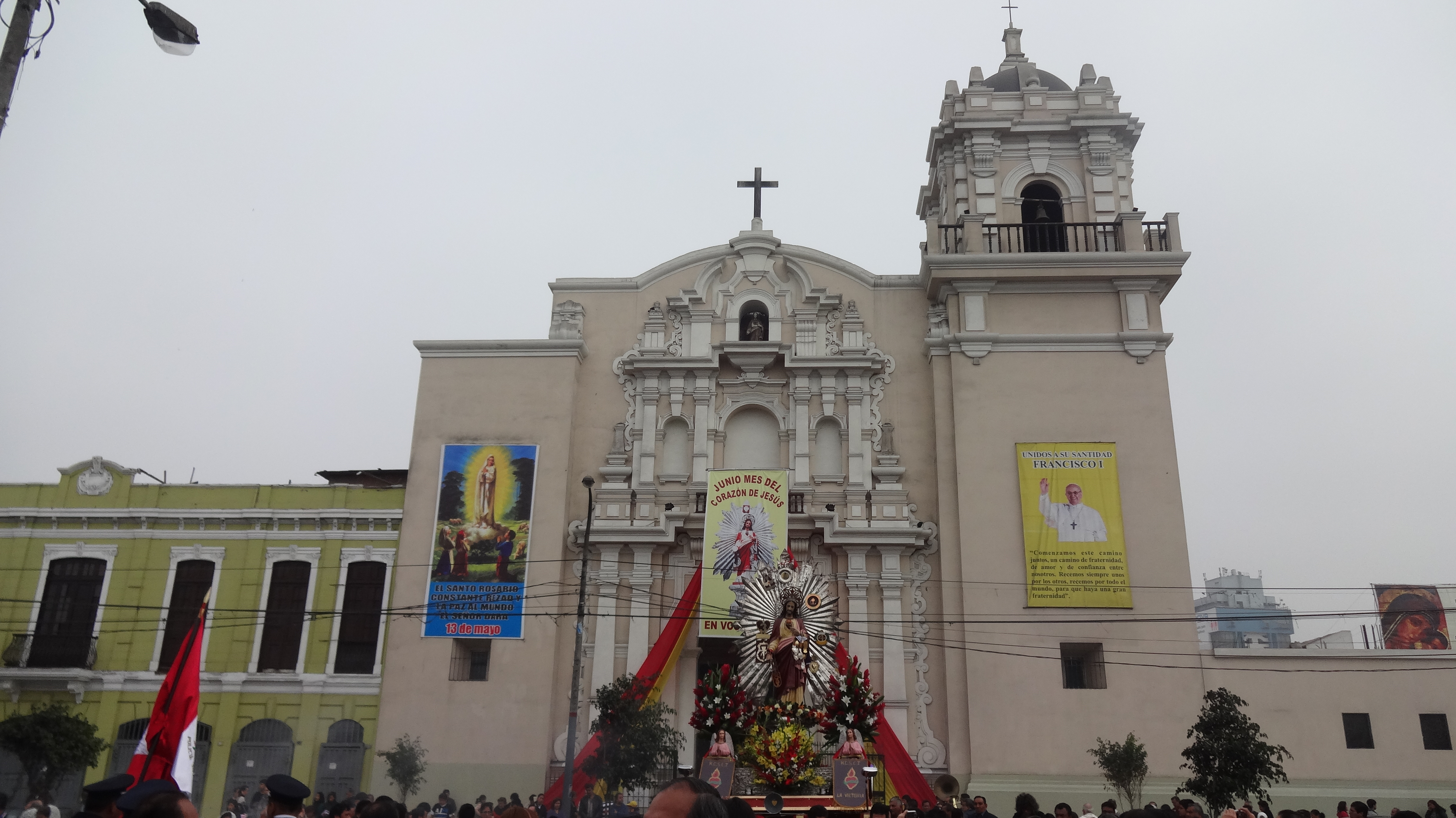
Iglesia de Nuestra Señora de las Victorias y Procesión del Sagrado Corazón de Jesús.

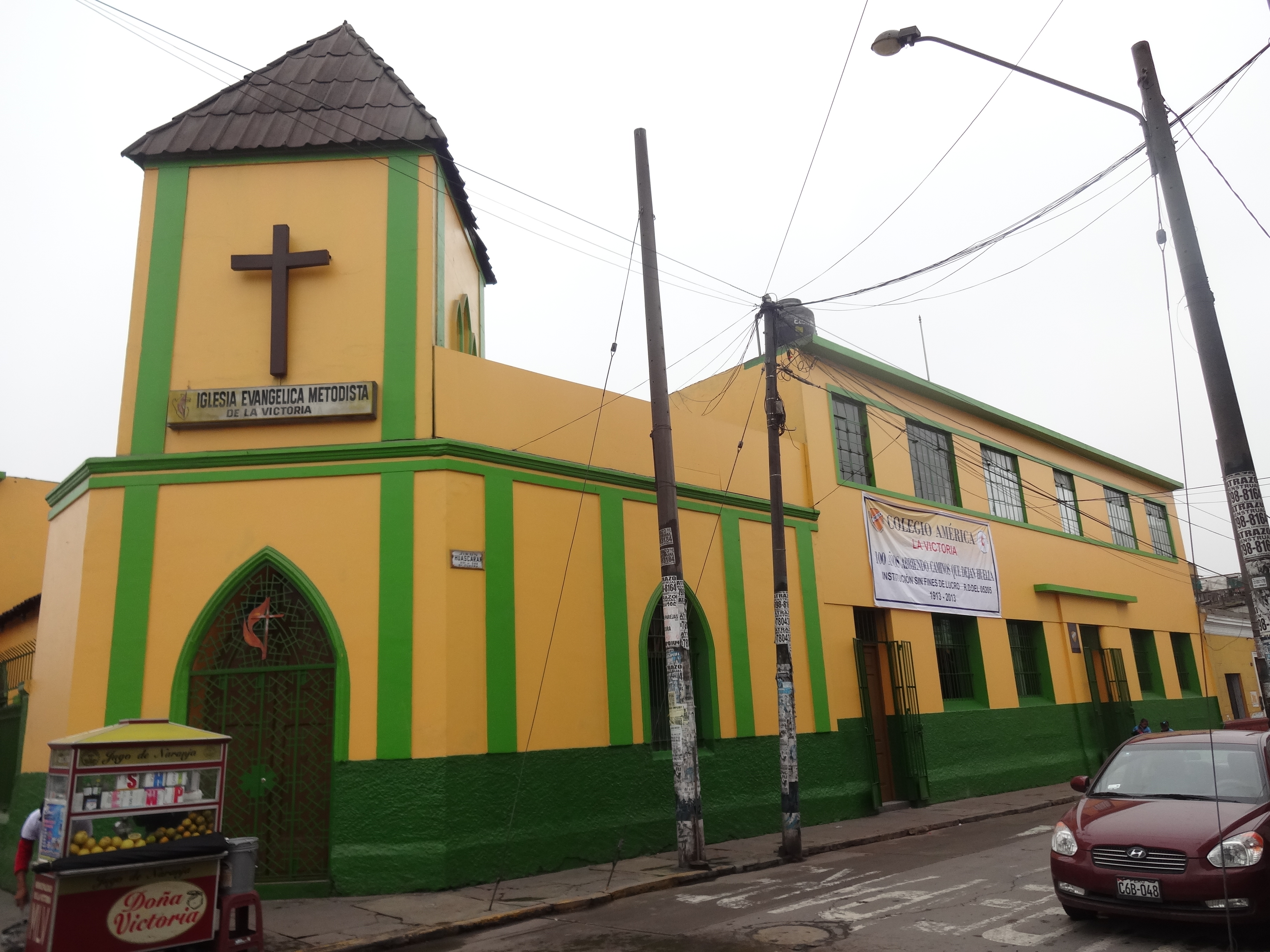
Escuela América de La Victoria (actualmente colegio).

El distrito de La Victoria es uno de los cuarenta y tres distritos que conforman la provincia de Lima, ubicado en el departamento homónimo, en el Perú. Limita al norte y noreste con el distrito de Lima, al este con el distrito de San Luis, al sureste con el distrito de San Borja, al sur con el distrito de San Isidro, y al oeste con el distrito de Lince y nuevamente con el distrito de Lima.
Desde el punto de vista jerárquico de la Iglesia católica, forma parte de la Vicaría Episcopal V de la arquidiócesis de Lima. En 2023, obtuvo una población de 195 620 habitantes.

## Historia
Hasta 1906, los pueblos de Balconcillo, Santa Catalina y La Victoria, pertenecían al distrito de Miraflores; desde ese año, fueron anexados al distrito de Lima. La zona este del río Huatica, cerro San Cosme y el fundo El Agustino, pertenecían al distrito de Ate. Los nuevos pobladores del Barrio Obrero se acomodaron a los alrededores de la Escuela de Artes y Oficios en Miraflores, es así como comenzó la urbanización de la zona que hoy abarca el distrito.
El 2 de febrero de 1920, se crea el distrito de La Victoria, segregándose de los distritos de Miraflores, Lima y Ate. Su primer alcalde fue Juan Carbone. Fue un gran distrito obrero, que en su mejor época abarcó las actuales jurisdicciones de los distritos de El Agustino y San Luis, y parte de San Borja.
Es un distrito populoso, donde se albergó la antigua clase obrera en las primeras unidades vecinales de Lima, las cuales fueron El Porvenir y Matute. En este último barrio, se encuentra la sede deportiva del Club Alianza Lima, el Estadio Alejandro Villanueva.

## Geografía y límites distritales

### Ubicación
El distrito de La Victoria está ubicado al sur del centro histórico de Lima, y forma parte de la subregión Lima Centro. Cuenta con una superficie de 8,74 km² y su altitud media es de 133 m s.n.m.

### Límites
Limita al norte, con el distrito de Lima, mediante la avenida Miguel Grau, el jirón Huánuco y la avenida 28 de Julio. Luego, colinda al noreste, también con Lima y el distrito de San Luis, por medio de la avenida Nicolás Ayllón. Posteriormente, limita al este, igualmente con el distrito de San Luis, mediante las avenidas Circunvalación, Nicolás Arriola y Aviación. Después, colinda al sureste, con el distrito de San Borja, a través de las avenidas Canadá y Luis Aldana. Seguidamente, limita al sur, con el distrito de San Isidro, por medio de la avenida Javier Prado Este. Finalmente, colinda al oeste, con el distrito de Lince y nuevamente con el distrito de Lima, a través de la avenida Paseo de la República.
| Noroeste: Distrito de Lima                           | Norte: Distrito de Lima     | Nordeste: Distrito de Lima / Distrito de San Luis |
| Oeste: Distrito de Lima / Distrito de Lince          |                             | Este: Distrito de San Luis                        |
| Suroeste: Distrito de Lince / Distrito de San Isidro | Sur: Distrito de San Isidro | Sureste: Distrito de San Borja                    |

## Hitos y estructura urbana

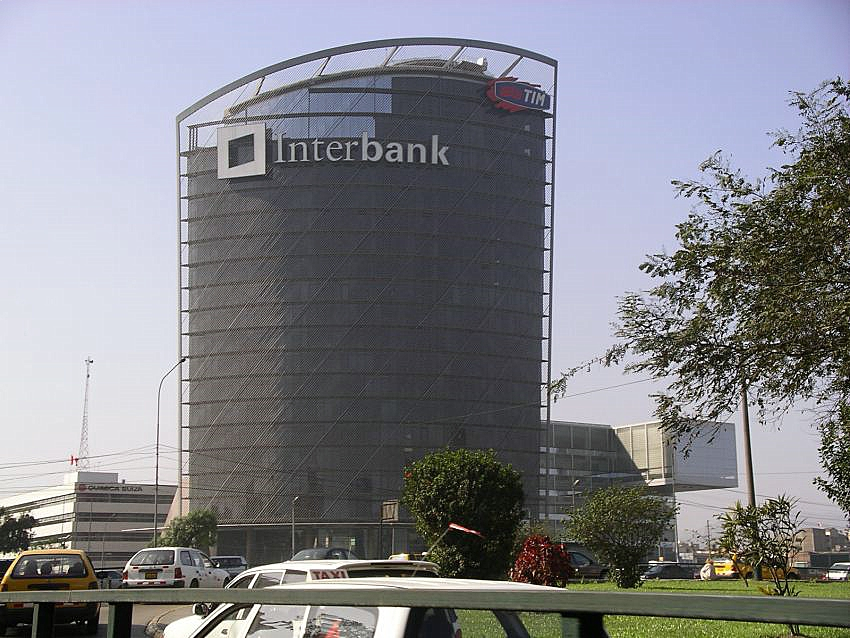
Edificio Interbank, sede del banco Interbank y grupo Intercorp, en la urbanización Santa Catalina.

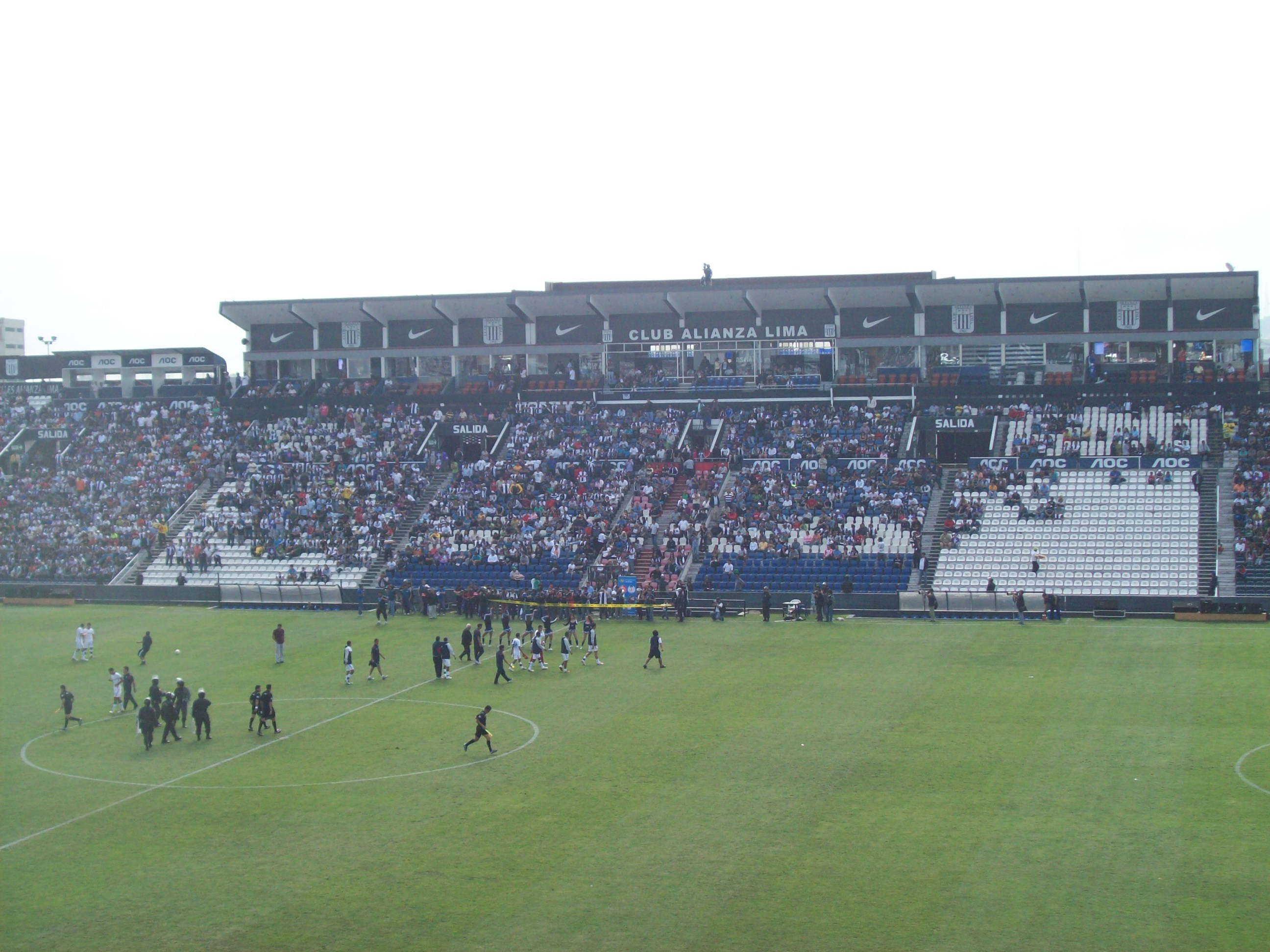
Estadio Alejandro Villanueva, sede principal del Club Alianza Lima.

Las vías principales del distrito son las avenidas Manco Cápac (la más antigua del distrito), México, Isabel la Católica, Parinacochas, Iquitos, 28 de julio, Aviación, Nicolás Arriola, Canadá, Nicolás Ayllón y Circunvalación. La Victoria tiene un gran empuje mercantil. La zona del distrito ubicada al norte de la avenida México es prioritariamente comercial. En ella, destaca el Emporio Comercial de Gamarra, sede de la mayor industria textil de Lima, cuenta con numerosas tiendas, centros comerciales y talleres de confección, principalmente, en las inmediaciones del jirón Agustín Gamarra. Asimismo, en dicha zona funcionan los mercados de abastos de La Parada y el Mercado de Frutas. Además, este sector es sede de varias empresas comerciales y de transporte terrestre interprovincial.
Al sur de la avenida México, predomina la residencialidad en urbanizaciones de nivel socioeconómico medio alto, como Balconcillo y Santa Catalina. La primera se caracteriza por su parque central llamado Unión Panamericana, y limita con las avenidas México, Parinacochas, Canadá y Paseo de la República; mientras que, la segunda se caracteriza por su rápido desarrollo inmobiliario que ha incrementado el número de edificaciones de vivienda en altura.
Entre su infraestructura hospitalaria, La Victoria cuenta con el antiguo Hospital Obrero, hoy conocido como Hospital Nacional Guillermo Almenara Irigoyen, perteneciente al Seguro Social del Perú, ubicado en la avenida Miguel Grau. Adicionalmente, el distrito cuenta con un refugio para desvalidos, llamado Hogar de la Paz, administrado por las Misioneras de la Caridad.
Un lugar de interés del distrito, es la casona Calvetti ubicada en el cruce del jirón Hipólito Unanue con la avenida Iquitos. En ella, se encuentra el balcón más largo del Perú, con una longitud de 99,22 metros, construido en 1924.

## Educación
Entre sus centros educativos más destacables, se encuentran los colegios nacionales Pedro A. Labarthe, Felipe Santiago Salaverry, Sagrada Familia, Paul Harris e Isabel La Católica. El primer colegio nacional antiguamente llamado Nuestra Señora de Las Victorias, y el colegio de varones José Granda, actualmente llamado República de Panamá, que se encuentra alrededor de la plaza Manco Cápac, siendo además el colegio más antiguo del distrito. Asimismo, se ubican las instituciones educativas particulares como América de La Victoria, San Ricardo, Reina de las Américas (Balconcillo), San Norberto (Santa Catalina), Nuestra Señora del Pilar (Santa Catalina), etc. Además, se encuentran la Escuela Académico Profesional de Obstetricia de la Facultad de Medicina San Fernando de la Universidad Nacional Mayor de San Marcos y el Instituto Tecnológico José Pardo.

## Religión
Su templo católico principal es Nuestra Señora de las Victorias, ubicado en la plaza Manco Cápac. Cuyo monumento fue donado en 1926, por la colonia japonesa en Perú, con motivo del centenario de la independencia. Asimismo, cuenta con otros templos, como: San Ricardo en la Unidad Vecinal Matute (el cual posee una piscina pública), San Antonio María Claret, Nuestra Señora del Buen Consejo, San Norberto en la urbanización Santa Catalina y el santuario parroquial de Nuestra Señora de Guadalupe en la urbanización Balconcillo.

## Demografía
Según el nivel de ingreso per cápita, el distrito posee un 24% de familias pertenecientes al nivel socioeconómico medio alto, ubicadas en las urbanizaciones de Santa Catalina, Túpac Amaru, Monte Carmelo, Santo Domingo, Balconcillo y parte de la Unidad Vecinal Matute. Sin embargo, el 76% del distrito está habitado por personas de estrato socioeconómico medio y medio bajo.

## División Administrativa
El cuadro muestra el centro poblado que pertenece al distrito de La Victoria.
| Centro Poblado | Tipo de Centro Poblado |
| -------------- | ---------------------- |
| La Victoria    | Urbano                 |

## Autoridades

### Municipales
| Cargo    | Autoridad electa                    | Partido político | Partido político   |
| -------- | ----------------------------------- | ---------------- | ------------------ |
| Alcalde  | Rubén Dioscorides Andrés Cano Altez |                  | Renovación Popular |
| Regidora | Olga Haydee Johnson Feliu           |                  | Renovación Popular |
| Regidor  | Yoel Horacio Ruiz Mayo              |                  | Renovación Popular |
| Regidora | Sandy Judith Choque Velazco         |                  | Renovación Popular |
| Regidor  | Lorenzo Raúl Villalobos Podesta     |                  | Renovación Popular |
| Regidora | Olga Isabel Ramos Gutiérrez         |                  | Renovación Popular |
| Regidor  | José Carlos Pérez Albela Merino     |                  | Renovación Popular |
| Regidora | Ana Leslie Guzmán Vivanco           |                  | Renovación Popular |
| Regidor  | Félix Martin Jonathan Flores Moreno |                  | Somos Perú         |
| Regidora | Dalizbeth Bandeliz Trujillo Cóndor  |                  | Somos Perú         |
| Regidor  | Segundo Sergio Vásquez Coronado     |                  | Podemos Perú       |
| Regidora | Silvana Ramos Calli                 |                  | Podemos Perú       |

### Comisarías de La Victoria
- Comisaría PNP La Victoria
- Comisaría PNP Apolo
- Comisaría PNP San Cosme
- Comisaría PNP Yerbateros: ubicada en el distrito de San Luis.

Comisario: Cmdte. PNP Carlos Eduardo Díaz Quepuy.

### Religiosas
- Parroquia Nuestra Señora de las Victorias
  - Párroco: Pbro. Humberto Eduardo Giusti Garro
- Parroquia Nuestra Señora de Guadalupe
  - Párroco: Pbro. Rafael Reátegui Cabrera.
- Parroquia San Ricardo - Unidad Vecinal Matute
  - Párroco: Pbro. Augusto Meloni Navarro

## Transporte

### Metro de Lima
La línea 1 del Metro de Lima atraviesa el distrito y cuenta con dos estaciones en la avenida Aviación: Gamarra y Nicolás Arriola, ubicadas en las cuadras 4 y 13, respectivamente. Por otro lado, la línea 2 del Metro de Lima circulará bajo la avenida 28 de Julio y contará con tres estaciones: Plaza Manco Cápac, Cangallo y 28 de Julio, esta última tendrá una conexión con la línea 1 y estará ubicada en el límite con el distrito de Lima. Finalmente, la línea 4 del Metro de Lima circulará bajo la avenida Javier Prado Este, y contará con la estación Pablo Carriquirry, límite con el distrito de San Isidro.

### Metropolitano
El sistema de autobús de tránsito rápido conocido como el Metropolitano circula por este distrito, con estaciones ubicadas en su extremo oeste, a lo largo de la avenida Paseo de la República. Las estaciones son: Estadio Nacional, México, Canadá y Javier Prado.

### Corredores complementarios
Además del transporte público regular, circula por el distrito el servicio de buses urbanos brindado por los corredores complementarios. Por un lado, se ubican los servicios 201, 204, 206 y 209 del Corredor Rojo, que recorren la avenida Javier Prado Este del distrito. Por otro lado, operan también los servicios 404, 405 y 409 del Corredor Morado.

## Festividades

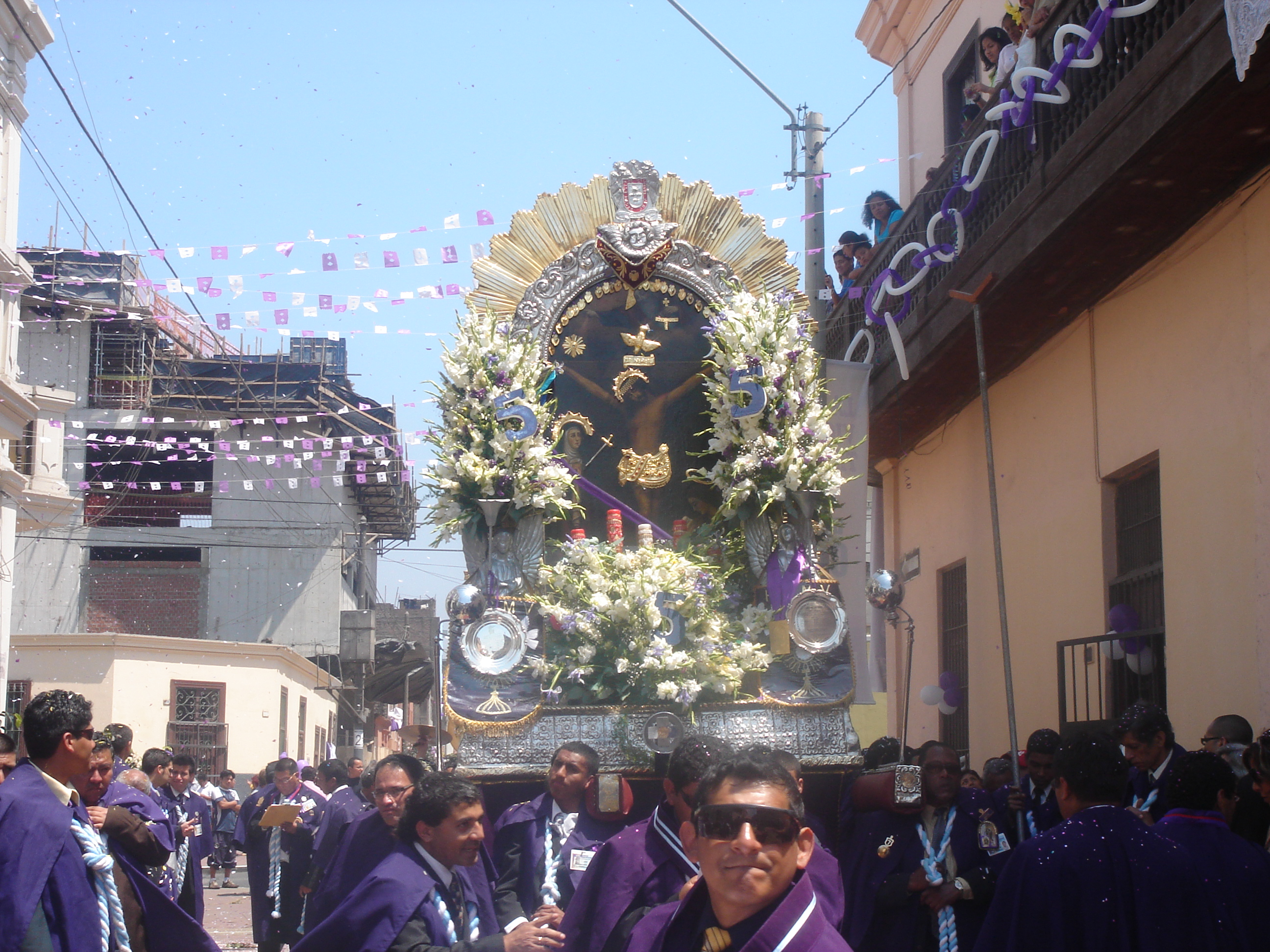
Señor de los Milagros de la Victoria. Noviembre de 2008.

- Febrero: aniversario del distrito.
- Abril: San Ricardo Obispo, Santo Patrón de la parroquia de la Unidad Vecinal de Matute.
- Junio: Sagrado Corazón de Jesús, cuya hermandad se fundó el 30 de junio de 1931.
- Octubre y noviembre: Señor de los Milagros. La Hermandad Señor de los Milagros de La Victoria, fundada el 6 de noviembre de 1955.

## Hermanamientos
- Paterson, Estados Unidos.[13]